# سیمرغ زرین بهترین فیلم از نگاه ملی
سیمرغ بلورین بهترین فیلم از نگاه ملی جایزه‌ای است که در جشنواره فیلم فجر از سوی سازمان سینمایی کشور اهدا می‌شود. این جایزه در بیست و پنجمین دوره جشنواره فیلم فجر در سال ۱۳۸۵ به جشنواره اضافه شد.

## فهرست برندگان
| دوره | سال  | فیلم               | کارگردان                         | تهیه‌کننده                             | منبع          |
| ---- | ---- | ------------------ | -------------------------------- | ------------------------------------- | ------------- |
| ۲۵   | ۱۳۸۵ | فرش ایرانی         | کار گروهی ۱۵ کارگردان            | سید رضا میرکریمی                      | [ ۱ ]         |
| ۲۶   | ۱۳۸۶ | فرزند خاک          | محمدعلی آهنگر                    | سید احمد میرعلایی                     | [ ۲ ]         |
| ۲۷   | ۱۳۸۷ | به کبودی یاس       | جواد اردکانی                     | ابراهیم اصغری                         | [ ۳ ]         |
| ۲۸   | ۱۳۸۸ | عصر روز دهم        | مجتبی راعی                       | منوچهر محمدی                          | [ ۴ ]         |
| ۲۹   | ۱۳۸۹ | راه آبی ابریشم     | محمد بزرگ‌نیا                     | حسن بشکوفه                            | [ ۵ ]         |
| ۳۰   | ۱۳۹۰ | شور شیرین          | جواد اردکانی                     | ابراهیم اصغری                         | [ ۶ ]         |
| ۳۱   | ۱۳۹۱ | زیباتر از زندگی    | انسیه شاه حسینی                  | سعید سیدزاده                          | [ ۷ ]         |
| ۳۲   | ۱۳۹۲ | چ                  | ابراهیم حاتمی‌کیا                 | ابراهیم حاتمی‌کیا بنیاد سینمایی فارابی | [ ۸ ] [ ۹ ]   |
| ۳۳   | ۱۳۹۳ | برنده نداشت        | —                                | —                                     |               |
| ۳۴   | ۱۳۹۴ | نفس                | نرگس آبیار                       | محمدحسین قاسمی                        | [ ۱۰ ]        |
| ۳۵   | ۱۳۹۵ | ماجرای نیمروز      | محمدحسین مهدویان                 | سیدمحمود رضوی                         | [ ۱۱ ]        |
| ۳۶   | ۱۳۹۶ | سرو زیر آب         | محمدعلی باشه آهنگر               | سید حامد حسینی                        | [ ۱۲ ] [ ۱۳ ] |
| ۳۷   | ۱۳۹۷ | ۲۳ نفر             | مهدی جعفری                       | مجتبی فراورده                         | [ ۱۴ ]        |
| ۳۸   | ۱۳۹۸ | روز صفر            | سعید ملکان                       | سعید ملکان                            | [ ۱۵ ]        |
| ۳۹   | ۱۳۹۹ | تک تیرانداز        | علی غفاری                        | ابراهیم اصغری                         | [ ۱۶ ]        |
| ۴۰   | ۱۴۰۰ | بدون قرار قبلی     | بهروز شعیبی                      | محمود بابایی                          | [ ۱۷ ]        |
| ۴۱   | ۱۴۰۱ | غریب               | محمدحسین لطیفی                   | حامد عنقا                             | [ ۱۸ ]        |
| ۴۲   | ۱۴۰۲ | آسمان غرب          | محمد عسگری                       | حبیب والی‌نژاد                         | [ ۱۹ ]        |
| ۴۳   | ۱۴۰۳ | خدای جنگ ناتور دشت | حسین دارابی سید محمدرضا خردمندان | سعید سعدی مهدی فرجی                   | [ ۲۰ ]        |